# Tschernogorsk
Tschernogorsk (russisch Черногорск) ist eine Stadt in der Teilrepublik Chakassien (Russland) mit 72.147 Einwohnern (Stand 14. Oktober 2010).

## Geographie
Die Stadt liegt nördlich des westlichen Sajangebirges, etwa 15 km nordwestlich der Republikshauptstadt Abakan, einige Kilometer abseits des linken Ufers des Jenissei. Das Klima ist kontinental.
Die Stadt Tschernogorsk ist der Republik administrativ direkt unterstellt. Von der Stadt wird auch die Siedlung städtischen Typs Prigorsk (Пригорск, 2.632 Einwohner) verwaltet, sodass die Gesamteinwohnerzahl der administrativen Einheit „Stadtkreis Tschernogorsk“ 74.749 beträgt (2010).
Sowohl Tschernogorsk wie auch Prigorsk und die umliegenden Steinkohlengruben haben Eisenbahnanschluss (nur Güterverkehr) zur von Tschernogorsk (Station Tschernogorskije Kopi) 15 km entfernten Station Tascheba der Südsibirischen Eisenbahn Nowokusnezk – Abakan – Taischet. Außerdem liegt Tschernogorsk an der Fernstraße M 54, die von Krasnojarsk zur mongolischen Grenze führt.

## Geschichte

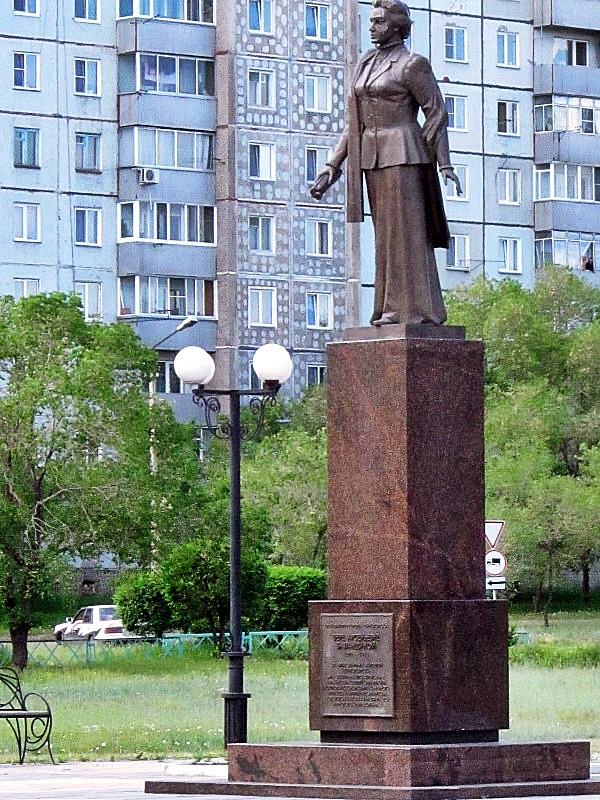
Denkmal der Stadtgründerin Wera Balandina

Tschernogorsk entstand 1936 durch Vereinigung mehrerer Siedlungen, welche seit Beginn der Steinkohlenförderung 1904 um mehrere Schächte des Minussinsker Kohlereviers entstanden waren. Der Ortsname bezieht sich auf die Kohleförderung (russisch чёрный/ tschorny für schwarz).

### Bevölkerungsentwicklung
| Jahr | Einwohner |
| ---- | --------- |
| 1926 | 1.000     |
| 1939 | 17.405    |
| 1959 | 51.064    |
| 1970 | 60.011    |
| 1979 | 71.386    |
| 1989 | 79.355    |
| 2002 | 73.077    |
| 2010 | 72.147    |

Anmerkung: Volkszählungsdaten (1926 gerundet)

## Wirtschaft
Neben der Steinkohleförderung durch den größten russischen Kohleproduzenten Sibirische Kohle-Energie-Gesellschaft (Сибирская угольная энергетическая компания, СУЭК/ Siberian Coal Energy Company, SUEK) mit den Schächten Chakasskaja (Хакасская) und Jenisseiskaja (Енисейская) und einem Tagebau, sind Leicht-, Textil- und Möbelindustrie sowie Bauwirtschaft vertreten.

## Söhne und Töchter der Stadt
- Juri Kobrin (* 1943), russischer Dichter
- Andrejs Žagars (1958–2019), lettischer Schauspieler und Intendant der lettischen Nationaloper
- Nikolai Bolschakow (* 1977), russischer Skilangläufer